# Halaghatta, Sorab
Halaghatta là một làng thuộc tehsil Sorab, huyện Shimoga, bang Karnataka, Ấn Độ.